# Ljublinsko-Dmitrovskaja

Poloha linky na mapě města

Ljublinsko-Dmitrovskaja (rusky Любли́нско-Дми́тровская) je linka moskevského metra. Je vyznačena světle zelenou barvou či alternativně číslem 10.

## Historie
Tato linka je jedna z nejnovějších v celé síti metra. Její první úsek o délce 12,1 km byl otevřen roku 1995. Výstavba byla zahájena již za dob SSSR (koncem 80. let), ekonomické potíže Ruska však výstavbu zpozdily, někde i zastavily. Po otevření prvního úseku se roku 1997 začalo budovat jižní prodloužení, práce byly ale v roce 2000 na dlouhou dobu zastaveny. Výstavba však pokračovala ve směru do centra a severním směrem, kde první úsek do stanice Trubnaja byl otevřen 30. srpna 2007 (s druhou stanicí Sretěnskij Bulvar, otevřenou v prosinci 2007) a následně v roce 2010 byl otevřen úsek do stanice Mar'ina Rosča. Poté bylo dokončeno rozestavěné jižní prodloužení do stanice Zjablikovo, kde je možno přestoupit na Zamoskvoreckou linku (stanice Krasnogvardějskaja). Poté se opět pokračovalo severním směrem do stanice Petrovsko-Razumovskaja, kde lze přestoupit na Serpuchovsko-Timirjazevskou linku. 22. března 2018 byly následně otevřen úsek ze stanice Petrovsko-Razumovskaja do stanice Seligerskaja přes stanice Okružnaja a Věrchnije Lichobory. Zatím poslední prodloužení této linky je do stanice Fiztěch, ke kterému došlo 7. září 2023.

### Chronologie otevírání jednotlivých úseků metra
| Úsek                                   | Datum otevření    | Délka   |
| -------------------------------------- | ----------------- | ------- |
| Čkalovskaja –⁠ Volžskaja                | 28. prosinec 1995 | 12,1 km |
| Volžskaja –⁠ Marino                     | 25. prosinec 1996 | 5,4 km  |
| Dubrovka                               | 11. prosinec 1999 |         |
| Čkalovskaja –⁠ Trubnaja                 | 30. srpen 2007    | 3,7 km  |
| Sretěnskij Bulvar                      | 29. prosinec 2007 | 0 km    |
| Trubnaja –⁠ Mar'ina Rosča               | 19. červen 2010   | 3,5 km  |
| Marino –⁠ Zjablikovo                    | 2. prosinec 2011  | 3,5 km  |
| Mar'ina Rosča –⁠ Petrovsko-Razumovskaja | 16. září 2016     | 4,4 km  |
| Petrovsko-Razumovskaja –⁠ Seligerskaja  | 22. březen 2018   | 4,9 km  |
| Seligerskaja – Fiztěch                 | 7. září 2023      | 5,6 km  |
| Celkem:                                | 26 stanic         | 43,9 km |

## Budoucnost
Mezi stanicemi Kužuchovskaja a Pečatniki se plánuje postavit stanici Južnyj port.
Dále se rozporacovává plán na prodloužení linky dále severním směrem na letiště Šeremeťjevo. Dříve byla tato možnost zavrhována z důvodu umístění letiště v Moskevské oblasti.

## Vozový park
Na lince jezdí staré vozy typu 81-71 (ty byly původně stažené na Ljublinskou z ostatních linek), od roku 1998 jsou nasazovány i modernější vlaky typu Jauza. Existují plány na nákup dalších těchto souprav, ty však selhávají, protože výroba vlaků jde velmi pomalu (zatím jich bylo vyroben pouze 35). Linka má dvě vlastní depa, jmenují se Pečatniki a Lichobory.

## Stanice
- Fiztěch
- Lianozovo
- Jachromskaja
- Seligerskaja
- Věrchnije Lichobory
- Okružnaja
- Petrovsko-Razumovskaja (přestupní)
- Fonvizinskaja
- Butyrskaja
- Mar'ina Rosča
- Dostojevskaja
- Trubnaja (přestupní)
- Sretěnskij Bulvar (přestupní)
- Čkalovskaja (přestupní)
- Rimskaja (přestupní)
- Kresťanskaja Zastava (přestupní)
- Dubrovka
- Kožuchovskaja
- Pečatniki
- Volžskaja
- Ljublino
- Bratislavskaja
- Marino
- Borisovo
- Šipilovskaja
- Zjablikovo (přestupní)